# Платонизам
Платонизам је учење које је основао Платон, а међу првим платонистима у почетку свог бављења философијом био је и, најпознатији Платонов ученик, Аристотел.
Платонизам је филозофско учење према којем постоје идеје као метафизичке супстанције. Те су идеје основа и разлог сваког збиљског и стварног постојања. Платонизам је темељ сваког каснијег обективног идеализма, а тиме и сваке метафизике.
Платонизам овухвата разнородне филозофске школе којима је заједничко то што углавном дају малу важност чулној спознаји која, будући да се темељи на ономе што је промјењиво и мноштвено, не може утемељити истинско знање. На метафизичком плану апсолутном знању одговара интелигибилни свет идеја. Материјални, чулни свијет је само привид и трајно настајање.
Римски цар и философ Марко Аурелије 176. године нове ере у Атини основао је филозофску школу са четири катедре (платоновска, аристотеловска, стоичка и епикурејска) а филозофима који су били на челу тих катедри одредио је државне плате. Тако су платонисти добили важно средиште за његовање своје филозофије, које је плаћало Римско царство.